# حزب رافي
حزب رافي أو قائمة عمال إسرائيل هو حزب صهيوني عمالي أسسه دافيد بن غوريون عام 1965 بعد انشقاقه من حزب الماباي رفقة موشيه دايان وشمعون بيريز، وذلك على خلفية النقاش حول فضيحة لافون وبسبب معارضة بن جوريون لاتفاق بين الماباي وحزب اتحاد العمل الذي تخلى بموجبه الماباي عن المطالبة بإصلاح النظام الانتخابي. كما كان توجه بن غوريون نحو دفع مجموعة من شباب الحزب لاستلام دفة القيادة بعد تنحيه في حين كان ليفي أشكول وغولدا مائير يعارضان هذا الاتجاه عاملاً آخر أدى إلى الانشقاق. 
دعا البرنامج الذي تبناه الحزب في اجتماعه مجانية التعليم على مستوى المدارس الثانوية وتحديث الاقتصاد وتشجيع البحث العلمي. شارك حزب رافي في انتخابات الكنيست 1965 وفاز بعشرة مقاعد،وخاض الانتخابات العمالية العامة في الهستدروت وفاز بنسبة 12% من المصوتين. كما ونجح الحزب في الفوز برئاسة بلدية القدس ليتولى تيدي كوليك رئاستها. إنضم حزب رافي للحكومة الإسرائيلية قبيل حرب 1967، واستلم موشيه دايان منصب وزير الدفاع فيها. عام 1968، اندمج الحزب مع الماباي واتحاد العمل وكونوا حزب العمل الإسرائيلي رغم معارضة بن غوريون، الأمر الذي دفع بن غوريون للانشقاق من جديد وتشكيل القائمة الرسمية. 